# アレクサンダー (セーデルマンランド公)
セーデルマンランド公アレクサンダー（2016年4月19日 - ）はスウェーデンの王子。ヴェルムランド公カール・フィリップ王子とソフィア公妃の第1子である。フルネームはアレクサンダー・エリク・フーベルトゥス・ベルティル（Alexander Erik Hubertus Bertil）。国王カール16世グスタフと王妃シルヴィアの5人目の孫にあたり、男子では3人目の孫。2017年現在は王位継承権第5位である。

## 誕生
2015年10月15日、ソフィア妃が懐胎し、2016年4月にカール・フィリップ王子との間で第1子を出産する予定であることが公表された。
2016年4月19日18時25分（CET）、ダンデリードのダンデリード病院にてアレクサンダー王子が誕生した。出生時の体重は3.595 kg (7.93 lb)、身長は49 cm (19 in)。4月20日にストックフォルムのシェップスホルメン島から祝砲が上げられた。名前と称号は国王カール16世によって4月21日に発表された。

## 称号、栄典
アレクサンダーの呼称は「スウェーデン王子セーデルマンランド公アレクサンダー」。2019年10月7日付けで、王子の称号や爵位は保持しながらも、「殿下」の称号を有したり国費を受け取る王族の身分からは外れている。

### スウェーデンの栄典
- スウェーデン: 王立セラフィム騎士団ナイト (RoK av KMO)[9]
- スウェーデン: カール13世勲章ナイト (RCXIII)[9]

## 脚註
1. ↑  “Princess Sofia and Prince Carl Philip Welcome First Child”. InStyle (2016年4月19日). 2016年4月19日閲覧。
2. ↑  “The Prince Couple is expecting a child”.   スウェーデン王室 (2015年10月15日). 2015年10月15日閲覧。
3. ↑  “Announcement from the Marshal of the Realm”.   スウェーデン王室 (2016年4月19日). 2016年4月19日閲覧。
4. ↑  “Prince Carl Philip and Princess Sofia have had a son”.   スウェーデン王室 (2016年4月19日). 2016年4月19日閲覧。
5. ↑  “Baby boy for Princess Sofia of Sweden”.  Stockholm:  Yahoo!ニュース (2016年4月19日). 2016年4月19日閲覧。
6. 1 2  “Swedish Princess Sofia gives birth to first child”. ローカル. (2016年4月19日) 2016年4月19日閲覧。
7. ↑  Gyllenberg, Eva-Karin (2016年4月21日). “Prinsens namn blir Alexander Erik Hubertus Bertil [Prince's name is Alexander Erik Hubertus Bertil]” (Swedish). ダーゲンス・ニュヘテル 2016年4月21日閲覧。
8. ↑  “CNN.co.jp : スウェーデン王室、国王の孫５人を王族から除外”.   CNN.co.jp. 2019年12月17日閲覧。
9. 1 2  https://riksarkivet.se/Nyhetsarkiv?item=110603

| アレクサンダー ベルナドッテ王朝 2016年4月19日 - 存命中 |                                                       |                                  |
| スウェーデン王室                                       |                                                       |                                  |
| 空位最後の在位者プリンス・ヴィルヘルム                 | セーデルマンランド公 2016年 – 現在                    | 現職                             |
| 王位継承権                                             |                                                       |                                  |
| 先代 プリンス・フィリップ                              | スウェーデン王位継承権 第5位                          | 次代 プリンス・ガブリエル        |
| 上位 カール・フィリップ王子 ヴェルムランド公爵         | イギリス王位継承順位 他の英連邦王国の王位継承権も同様 | 下位 ガブリエル王子 ダーラナ公爵 |